# کلودیو گارلا
کلودیو گارلا (انگلیسی: Claudio Garella؛ زادهٔ ۱۶ مهٔ ۱۹۵۵) بازیکن فوتبال اهل ایتالیا است.
از باشگاه‌هایی که در آن بازی کرده‌است می‌توان به باشگاه فوتبال هلاس ورونا، باشگاه ورزشی لاتزیو، باشگاه فوتبال تورینو، باشگاه فوتبال اودینزه، باشگاه فوتبال سمپدوریا، باشگاه فوتبال آولینو، باشگاه فوتبال نووارا، و باشگاه فوتبال ناپولی اشاره کرد.